# Chiesa di San Rocco (Lanciano)
La chiesa di San Rocco è un luogo di culto cattolico di Lanciano.

## Storia
La chiesa è sita in via Garibaldi, nel quartiere Sacca, presso la chiesa di San Nicola. Si suppone che sia stata costruita tra il XVI secolo su di una preesistente chiesa. In quest'epoca si ha notizia della Confraternita della Pietà, ancora oggi operativa presso la chiesa. Nel XIX secolo a opera di Filippo Sargiacomo, viene ricostruita completamente la facciata in stile neoclassico.

## Descrizione
L'edificio è in stile neoclassico, l'interno è chiaramente barocco, con interventi degli stuccatori Girolamo Rizza e Carlo Piazzola, viste le somiglianze con la cappella dell'Addolorata della chiesa di Santa Lucia e con la navata della chiesa di Sant'Agostino. La facciata è attigua al fianco della chiesa di San Nicola ed è in mattoni a vista, realizzata da Filippo Sargiacomo nel 1868, ispirandosi al progetto della Trinità dei Monti a Roma. La campata centrale è un po' aggettante, ha un portale architravato con timpano triangolare,  architrave superiore a timpano triangolare,  campanile a torretta laterale, con cuspide piramidale.  In origine dovevano essere due gemelli. I lati della facciata constano di paraste. L'interno è a navata unica con volte a crociera ogivali.; molto elaborato è  l'impaginato a stucchi  e pennacchi policromi, il tabernacolo monumentale dell'altare maggiore è  a macchina  templare  neoclassica, con le statue della Madonna col Cristo morto, riccamente vestita,  e di San Rocco e il cane.
La Madonna è di fattura popolare del XVI secolo; nelle due nicchie laterali vi sono San Gabriele e San Sebastiano all'albero. Sulla parete laterale della navata vi è la statua in cartapesta leccese di San Rocco, in una cappella laterale l'altare maggiore vi è conservato il Gonfalone della Confraternita di San Rocco, insieme all'antica statua processionale del Santo del XVI secolo. Presso l'ingresso della chiesa vi è una teca con ex voto popolari in cera.